# Khurri
Khurri o Hurri era un dels primers estats format pels hurrites. En temps del rei hitita Mursilis I (començaments del segle xvi aC) s'esmenta un rei dels hurrites (hurri o khurri a les fonts hitites), que va atacar el territori hitita. Com a sobirans dels hurri es coneixen Tishari (Tishatal) i Arishen (Atalshen).